# Henry Leslie
Henry Leslie (Londres, Regne Unit de la Gran Bretanya i Irlanda, 18 de juny de 1822 - Shropshire, País de Gal·les, 5 de febrer de 1896) fou un compositor anglès. Fou secretari honorari i director d'orquestra de la societat musical d'aficionats londinencs (1855 - 61), i fundà un cor del qual en fou així mateix director. Com a compositor se li deuen diverses obres, com quintets, simfonies, oratoris, etc., devent-se fer especial menció de l'obertura dramàtica The Templar; Emmanuel, oratori; Judith, oratori; Jubilate, oratori; Romanina, opereta; Dick Turpin, opereta; Olyrood, cantata; un Te Deum; Ida, òpera, que tingué un escàs èxit, etc.